# 161P/Хартли — IRAS
Комета Хартли — IRAS (161P/Kowal-LINEAR) — необычная короткопериодическая комета типа Галлея, которая характеризуется сильно наклонённой орбитой. Впервые комета была обнаружена американским астрономом Малкольмом Хартли на фотопластинке, полученной 4 ноября 1983 года с помощью 1,2-метрового телескопа Шмидта обсерватории Сайдинг-Спринг и была описана как диффузный объект 15,0 m звёздной величины. Но это наблюдение так и осталась бы единственным, если 10 ноября комета не попала бы в поле зрения космического телескопа IRAS. Она стала одной из шести комет, открытых этим телескопом в 1983 году. Обнаружившие её британские астрономы J. Davies и S. Green, оценили яркость кометы 15,5 m. Комета обладает периодом обращения вокруг Солнца чуть более 21,4 года.

Орбита кометы Хартли — IRAS и её положение в Солнечной системе

## История наблюдений
Первая параболическая орбита, вместе с объявлением об открытии, была опубликована 25 ноября британским астрономом Брайаном Марсденом. Проведённая на основании пяти доступных на тот момент позиций кометы грубая оценка точки перигелия определила дату её прохождения кометой 31 декабря 1983 года. К 9 декабря было накоплено достаточно данных наблюдений, чтобы подтвердить эллиптическую орбиту, согласно которой комета должна была пройти перигелий 8 января 1984 года и иметь период обращения около 20,7 года. После всех уточнений дата перигелия осталась прежней, а период обращения был пересмотрен в сторону увеличения до 21,45 года.
В ходе наблюдения некоторые американские астрономы отмечали быстрое увеличение яркости кометы к концу месяца: так, Брайан Скифф оценивал её магнитуду в 12,0 m, а Дэвид Леви — до 11,6 m. Более того, хотя ожидалось, что со второй половины января комета начнёт постепенно угасать, её яркость, наоборот, неожиданно начала расти: к 29 января достигнув значения в 10,5 m, к 5 февраля — 10,3 m, а к 11 февраля, и вовсе, — 9,9 m. Пик яркости пришёлся на 24 февраля, когда магнитуда кометы достигла рекордного значения 7,4 m, при этом уже к 27 февраля магнитуда упала до 8,6 m. На протяжении апреля яркость держалась в районе 11,0 m звёздной величины, а к концу мая опустилась ниже 12,0 m. Всего наблюдения продолжались вплоть до 4 июня.
Первое восстановление кометы было выполнено 3 ноября 2004 года американским астрономом Робертом Макнотом, когда она имела магнитуду около 19,5 m. К 11 июля 2005 года комета подошла к Земле на минимальное расстояние в 1,48 а. е., достигнув яркости 11,0 m звёздной величины.

## Сближения с планетами
В течение XX и XXI века комета испытает два очень тесных подхода к Юпитеру.
- 0,38 а. е. от Юпитера 29 августа 1921 года;
- 0,40 а. е. от Юпитера 2 июня 2028 года.